# Музеј преписке
Музеј преписке: лична писма која би требало да припадају свима (енгл. Letters of note) је књига која представља скуп писама, бележака и телеграма славних које је сакупио и уредио Шон Ашер, објављена 2013. године. Српско издање књиге објављено је 2016. године у издању "Геопоетике" из Београда у преводу Јелене Лазић.

## О аутору
Шон Ашер је колекционар који скупља писма из целог света. Његова веб страница lettersofnote.com је популарна са преко 1,5 милиона посетилаца сваке недеље.

## О књизи
Књига је настала као последица постојања веб-странице виртуелног Музеја преписке и која је била веома посећена. 
У њој се налази 125 писама, бележака и телеграма који су веома необична, забавна, искрена...
Особеност књиге чини визуелни доживљај који нуди читаоцу јер садржи уз текстове писама прилоге оригинала самих писама, документе, фотографије, цртеже, портрете аутора писма.
Сакупљач и аутор писама је прикупио на једном месту писма различите садржине, на разним језицима. Писма су клесана у камену, писана пером, писаћом машином, различитим азбукама, абецедама, калиграфијама. Најстарије писмо које је сврстано у књигу потиче  из 1340. године пре наше ере, а најмлађе из 2008. године.
Писма у књизи су документ о људима, временима у којима су живели, околностима под којима су настала, осећањима, жељама, надањима...

### Писма, белешке и телеграми у књизи
Књига садржи 125 писама која су познате и важне личности слале другима:
- Краљица Елизабета II америчком председнику Двајту Д. Ајзенхауеру
- Курт Вонегат Јуниор Курту Вонегату